# (470596) 2008 NW4
(470596) 2008 NW4, também escrito como (470596) 2008 NW4, é um objeto transnetuniano que está localizado no Cinturão de Kuiper, uma região do Sistema Solar. Ele possui uma magnitude absoluta de 5,2 e tem um diâmetro estimado de cerca de 401 km. O astrônomo Mike Brown lista este corpo celeste em sua página na internet como um candidato a possível planeta anão.

## Descoberta
(470596) 2008 NW4 foi descoberto no dia 7 de julho de 2008.

## Órbita
A órbita de (470596) 2008 NW4 tem uma excentricidade de 0,187 e possui um semieixo maior de 44,945 UA. O seu periélio leva o mesmo a uma distância de 36,547 UA em relação ao Sol e seu afélio a 53,343 UA.